# T-celreceptor

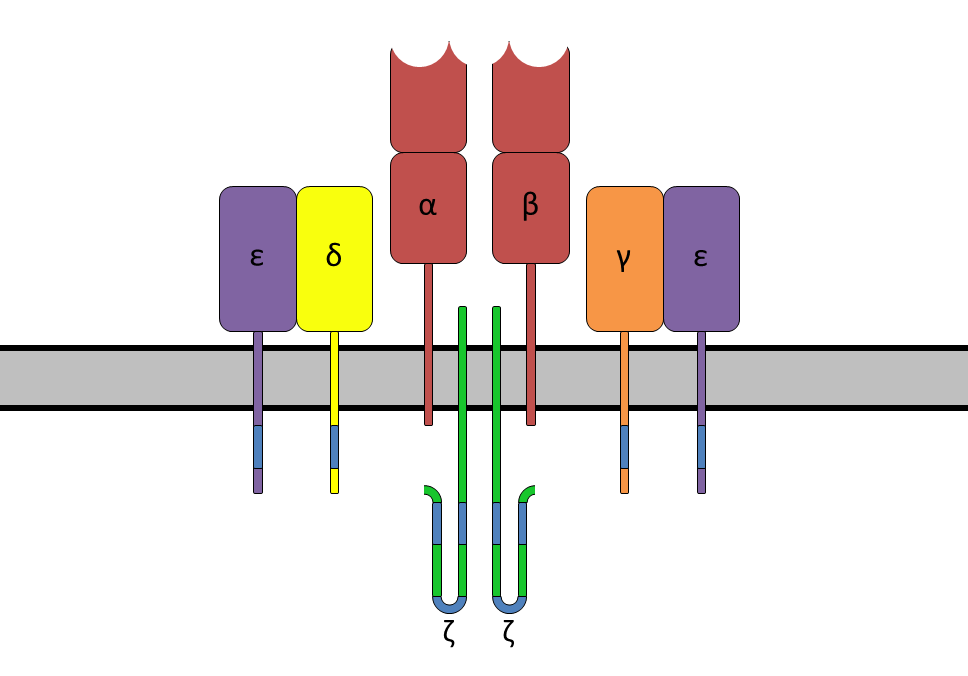
Het T-celreceptorcomplex met TCR-α en TCR-β-ketens, en de co-receptor CD3

De T-celreceptor (TCR) is een eiwitcomplex dat voorkomt op het oppervlak van T-lymfocyten, en verantwoordelijk is voor de herkenning van antigenen op MHC-eiwitten. De T-celreceptor heeft de taak lichaamsvreemde peptiden op antigeenpresenterende cellen te herkennen. Wanneer het contact sterk genoeg is, zal de T-cel geactiveerd raken en zich delen om de ziekteverwekker te bestrijden.
De TCR is opgebouwd uit twee verschillende eiwitketens (het zijn heterodimeren) die in het membraan van T-cellen zijn ingebed. Bij de mens bestaat de TCR in 95% van de T-cellen uit een alfa-keten en een bèta-keten. Deze ketens bestaan elk uit twee immunoglobuline-achtige domeinen, een variabel domein (die gevormd wordt door genetische recombinatieprocessen) en een constant domein. Op een uitgerijpte T-cel vormen de alfa- en beta-keten een complex met de invariante eiwitketen CD3.
Wanneer de TCR een juist antigeen krijgt aangeboden op een MHC-eiwit, wordt de T-lymfocyt geactiveerd en komt er een intracellulaire signaalcascade op gang: een reeks van signalen die overgebracht worden door enzymen, co-receptoren, gespecialiseerde adaptormoleculen en transcriptiefactoren.

## Ontwikkeling
De genetische loci die de alfa-keten en bèta-keten van TCR's coderen, bevinden zich op verschillende chromosomen. Net als bij B-celreceptoren bevatten de TCR loci aparte V, D en J-segmenten die tijdens de ontwikkeling van T-cellen in de thymus recombineren en op een unieke wijze bij elkaar worden gebracht. T-cellen maken gebruik van dezelfde mechanismen om een enorme diversiteit aan antigeen-bindingsplaatsen te genereren als B-cellen. Beide lymfocyten bezitten dezelfde V(D)J-recombinase. Mensen en muizen die deficient zijn voor deze recombinase zijn niet in staat om functionele B- of T-cellen te vormen. Omdat er bij T-cellen geen sprake is van somatische hypermutatie, is de affiniteit van TCR voor hun antigeen relatief laag (Ka = 105–107 liter/mol). Verschillende co-receptoren (zoals CD4 en CD8) en celadhesiemoleculen stabiliseren de interactie tussen een T-cel met een antigeenpresenterende cel echter.